# Deimos (mitologija)
Dim ili Deimos (grč. Δεῖμος, Deĩmos) u grčkoj mitologiji vjerni je pratitelj boga Aresa, zajedno sa svojim bratom blizancem Fobom. Obojica su Aresovi i Afroditini sinovi.
Deimos je pratio Aresa, uz božicu razdora Eridu i božicu rata i razaranja Eniju.

## Etimologija
Dimovo grčko ime znači "panika" ili "strava".

## Mitologija
Dimova su braća Fob, Anteros i Eros, a sestra mu je Harmonija. Dim je Aresov izvanbračni sin.

## Zanimljivosti
Asaph Hall, koji je otkrio dva Marsova asteroida, nazvao ih je prema Aresovim sinovima - Deimos (Dim) i Fobos (Fob).

## Vanjske poveznice
- Dim u klasičnoj literaturi i umjetnosti (engl.)